# الا، ترنتتینو
الا، ترنتتینو (به ایتالیایی: Ala, Trentino) یک سکونتگاه مسکونی در ایتالیا است که در ترنتینو واقع شده‌است.

## خصوصیات
الا ۱۱۹ کیلومترمربع مساحت و ۷٬۳۵۰ نفر جمعیت دارد و ۲۱۰ متر بالاتر از سطح دریا واقع شده‌است.